# Torre del Tardón

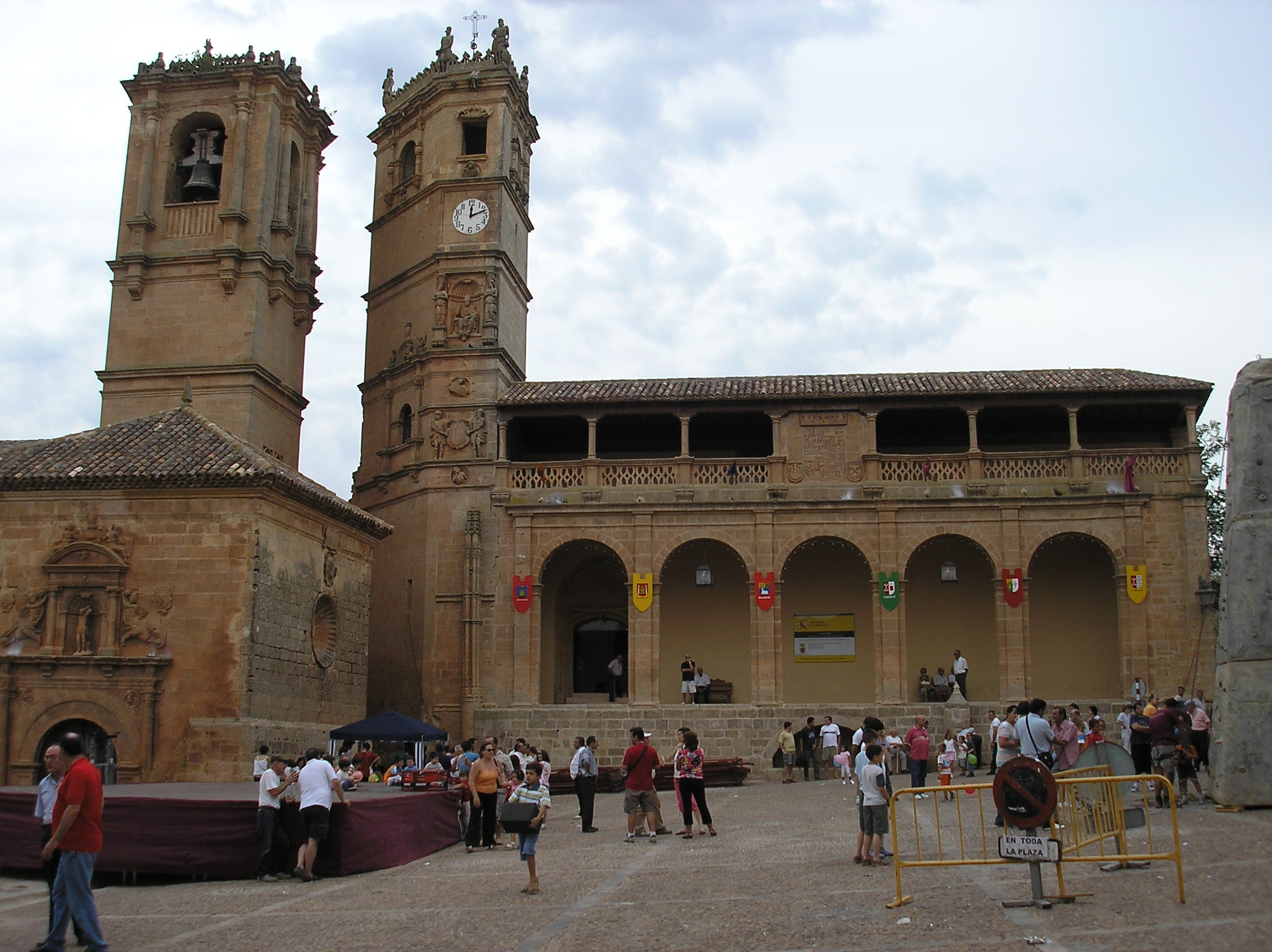
Alcaraz. Plaza con las torres del Tardón y de la Trinidad.

La torre del Tardón, conocida también como torre del Concejo o torre del Reloj,
fue levantada en 1555 con un estilo gótico-renacentista
y se eleva en la Plaza Mayor de Alcaraz (Castilla-La Mancha, España), justo enfrente de la torre de la Trinidad. La imagen que ofrecen ambas torres enfrentadas, la una junto a la otra, se ha convertido en el principal icono de Alcaraz, y una de las principales señas de identidad de la provincia de Albacete. Es una de las principales obras en la provincia de Albacete en la que intervino Andrés de Vandelvira.

## Historia
La primitiva torre, más pequeña que la actual, era la del antiguo convento de Santo Domingo, del cual sólo se conserva la magnífica fachada que da a la plaza Mayor. Su solar está ocupado actualmente por un edificio administrativo, en el que, entre otras dependencias, está el Juzgado de Primera Instancia e Instrucción de Alcaraz.
Si bien se levantó en el desaparecido convento de Santo Domingo, lo cierto es que la torre tiene un carácter eminentemente civil. Se alzó con la finalidad de albergar el reloj municipal, obra del notable relojero de Alcaraz Bautista en el año 1567, y su correspondiente campana de aviso, que data del año 1447.
Construida entre 1555 y 1568 por Bartolomé Flores no se sabe a ciencia cierta quien fue su arquitecto, pero se señala a Andrés de Vandelvira, nacido en Alcaraz, por tener su sello indiscutible, con una decoración propia y original de él, guardando una íntima relación con la decoración de la Iglesia del Salvador de Úbeda (Jaén).
Según la tradición más extendida se llama "del Tardón" porque su campana sonaba sólo "de tarde en tarde", en actos de solemnidad como las llamadas de los mozos a quintas, llamadas del cabildo, traslados de la Virgen de Cortes (patrona de Alcaraz), incendios, etc. Actualmente, del mismo modo, sólo suena de tarde en tarde para solemnidades como las llamadas a concejo, cuando se procesiona a la patrona, el día de la Constitución, el día del patrón San Ignacio de Antioquía, la llamada a quintos, etc.
Según algunos investigadores, lo más seguro es que adoptara su nombre de la figura de un autómata, al modo centroeuropeo, ahora perdido o que no llegó a instalarse correctamente por falta de espacio, que tardaba una hora en hacer su función; descargar un golpe en la campana. En todo caso, este presunto autómata ha desaparecido.

## Descripción

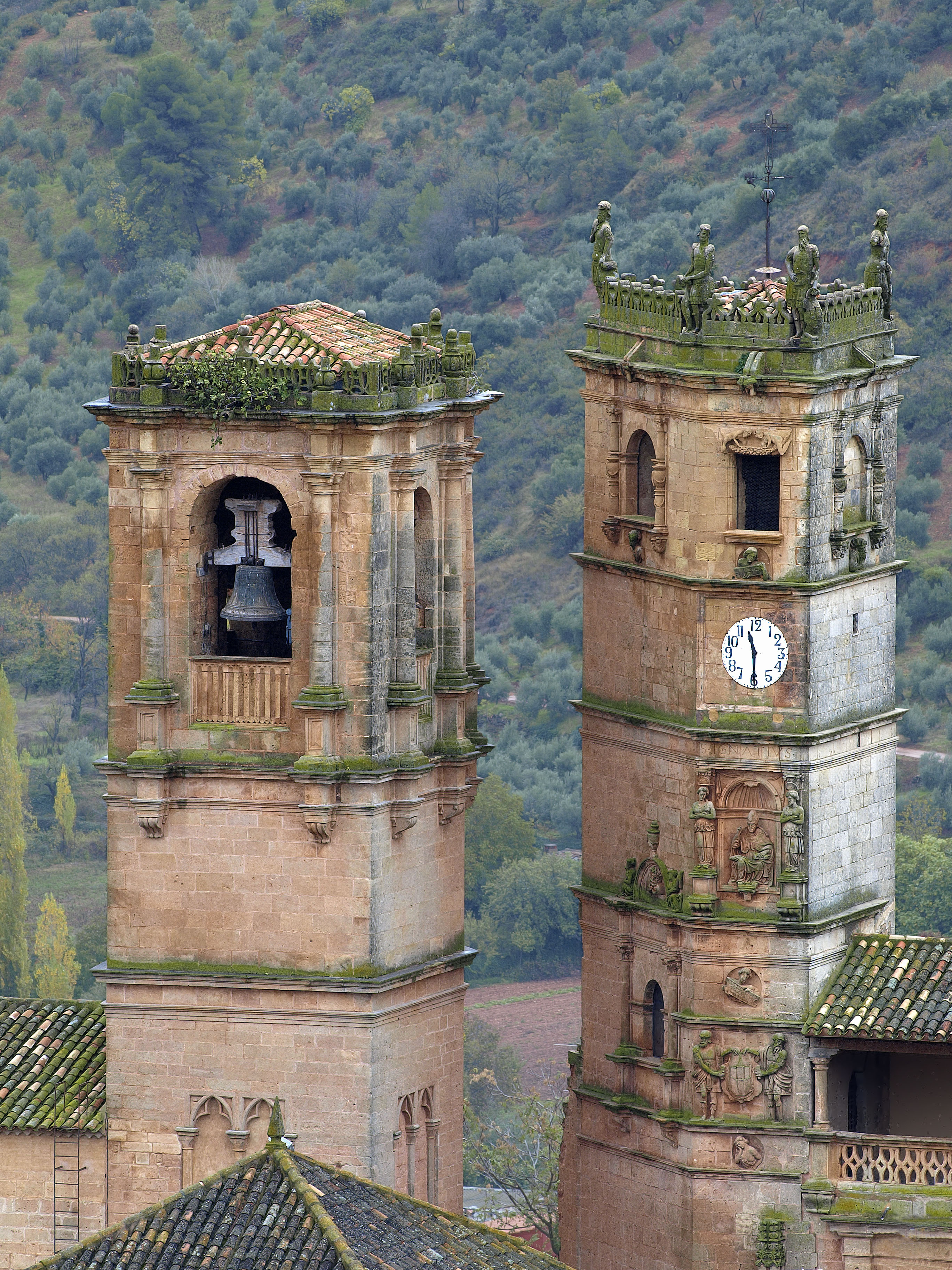
Torres del Tardón y de la Trinidad en la plaza mayor de Alcaraz.

La torre se eleva en la plaza mayor, justo al lado de la torre de la Iglesia Parroquial de la Trinidad, siendo un poco más alta que ésta, lo cual se ha interpretado por algunos como símbolo de la preeminencia del poder civil al religioso. En su iconografía hay una mezcla de símbolos sacros y profanos. Es de planta irregular (un hexágono irregular) seguramente se deba esta planta tan anómala a la necesidad de adaptarse a la orografía del terreno y al convento adyacente. Su acceso se hace en una pequeña puerta en la lonja de Santo Domingo. El interior es una escalera de caracol en perfectas condiciones con un pasamanos minuciósamente tallado en la piedra.
Tiene 7 cuerpos (según se cuenten las cornisas) más la crestería, el primer cuerpo con un pináculo gótico y los otros seis cuerpos renacentistas, con una altura total aproximada de unos 33 metros.
- Primer cuerpo; es el arranque, con haces de columnillas góticas.
- Segundo cuerpo; de escasa altura, tiene un medallón con un busto femenino en actitud de reposo o angustiada. Se ha querido ver una representación de Eva, la primera mujer, madre de la humanidad, entristecida a causa del pecado original que cometió y que acarreó la desgracia del género humano, y por eso, está en la zona más baja de la torre.
- Tercer cuerpo; de unos 2 metros del altura, tiene el grupo escultórico característico de Andrés de Vandelvira: dos guerreros vestidos a la romana que sostienen un escudo, que en este caso es el escudo de Alcaraz, un castillo y unas llaves unidas por una cadena. Las armas heráldicas de Alcaraz son conocidas desde antiguo, el castillo alude al que había en la ciudad y que fue conquistado personalmente por Alfonso VIII, o bien puede referirse a las propias armas de Castilla, las llaves aluden a que la tenecia de Alcaraz supone la puerta de Castilla hacia el sur en uno de los extremos de Castilla. En todo caso, la relación de este conjunto es evidente con la decoración de la Santa Capilla de Úbeda (Jaén), la más preclara obra de Vandelvira.
- Cuarto cuerpo; un friso con un medallón con un busto que sostiene una cartela que dice "CVNTAQVE SUB SOLE SUNT VANITAS" («todo lo que hay bajo el sol es vanidad»). Es de notar que este lema que alude a la vanidad y al orgullo, se sitúe justo encima del conjunto del escudo, mostrado orgullosamente al pueblo. En este mismo cuerpo pero no en el lado principal de la plaza, sino en el lado oblicuo que da a la calle Entreiglesias hay un ventanal con arco de medio punto de enmarcado por columnas y en el cuerpo superior siguiente, hay un frontón semicircular que enmarca un busto masculino (interpretado como San Pedro) y a ambos lados hay dos figuras femeninas sentadas, una es la Fortaleza y la otra, con su balanza, es la Justicia.
- Quinto cuerpo; de unos tres metros de altura, tiene un grupo escultórico consistente en San Ignacio de Antioquía (patrón de Alcaraz) sentado en un trono y bendiciendo al pueblo,[2] flanqueado por dos cariátides que representan a Santa Bárbara y Santa Águeda.
- Sexto cuerpo; está el reloj.
- Séptimo cuerpo; hay un ventanal en el que estaría el autómata "tardón" que algunos investigadores sitúan como origen del nombre de la torre. A ambos lados igualmente hay ventanales, en el de la derecha (según se mira) ciego. De nuevo hay un medallón con un busto femenino con una cartel con el nombre de Jesús (IHS).
- Crestería; de piedra calada, tiene en las esquinas esculturas de guerreros, llamados infantones por los alraceños.